# Neulußheim
Neulußheim è un comune tedesco di 6628 abitanti, situato nel land del Baden-Württemberg.